# Condado de Santamaría de Paredes
El Condado de Santamaría de Paredes es un título nobiliario español creado el 26 de junio de 1920 por el rey Alfonso XIII a favor de Vicente Santamaría de Paredes, Ministro de Educación Pública, Senador del Reino, Catedrátrico de la Universidad Central, etc.

## Condes de Santamaría de Paredes
|                           | Titular                                         | Periodo                   |
| Creación por Alfonso XIII | Creación por Alfonso XIII                       | Creación por Alfonso XIII |
| ------------------------- | ----------------------------------------------- | ------------------------- |
| I                         | Vicente Santamaría de Paredes                   | 1920-1929                 |
| II                        | Vicente Santamaría de Paredes y Rojas           | 1929-1961                 |
| III                       | Vicente Santamaría de Paredes y Conradi         | 1962-2009                 |
| IV                        | Vicente Santamaría de Paredes y Castillo        | 2010-2013                 |
| V                         | Vicente Santamaría de Paredes y Fernández-Durán | 2013-actual titular       |

## Historia de los Condes de Santamaría de Paredes
- Vicente Santamaría de Paredes, I conde de Santamaría de Paredes.

1. Casó con Isabel Rojas y Belda. Le sucedió, en 1929, su hijo:

- Vicente Santamaría de Paredes y Rojas (f. en 1961), II conde de Santamaría de Paredes. Mayordomo de semana del Rey Alfonso XIII.

1. Casó con María Conradi y Benito. Le sucedió, en 1962, su hijo:

- Vicente Santamaría de Paredes y Conradi († en 2009), III conde de Santamaría de Paredes.

1. Casó con Mercedes Castillo Moreno. Le sucedió, en 2010, su hijo:

- Vicente Santamaría de Paredes y Castillo, IV conde de Santamaría de Paredes.

1. Casó con María de los Ángeles Fernández-Durán y Roca de Togores, marquesa de Perales del Río. Le sucede el hijo de ambos:

- Vicente Santamaría de Paredes y Fernández-Durán (n. en 1989), V conde de Santamaría de Paredes.